# Aeroportul Vadsø
Aeroportul Vadsø (IATA: VDS, ICAO: ENVD) este un aeroport din Comuna Vadsø, Finnmark, Norvegia ce deservește zona Vadsø. Aeroportul a fost tranzitat în 2022 de 100.645 de pasageri. A fost deschis în 1974 și numit după zona deservită.
Situat la o altitudine de 39 m, aeroportul dispune de 1 pistă. Este operat de Avinor⁠(d).

## Infrastructură

### Piste
Aeroportul dispune de o singură pistă. Pista 08/26 are suprafața de asfalt și dimensiunile 997 m × 30 m. 